# La Boîte à malice (Arrieu)
Pour les articles homonymes, voir La Boîte à malice (homonymie).
La Boîte à malice est une suite de pièces pour piano de la compositrice française Claude Arrieu, écrite en 1931.

## Contexte et création
Claude Arrieu compose sa Boîte à malice pour piano en 1931. L'œuvre est publiée par les éditions Paul Ricard en 1934.

## Structure
La suite comprend huit pièces :
1. La Boîte à malice
2. Bateau à voile
3. Promenade
4. Le Marchand de sable
5. Triste
6. L'ours en peluche
7. La Toile d'araignée
8. Blues